# (32929) 1995 QY9
(32929) 1995 QY9 est un objet transneptunien du groupe des plutinos.

## Caractéristiques
1995 QY9 mesure environ 100 km de diamètre.

## Orbite
L'orbite de 1995 QY9 possède un demi-grand axe de 39,99 ua et une période orbitale d'environ 253 ans. Son périhélie l'amène à 29" ua du Soleil et son aphélie l'en éloigne de 50,759 ua. Il s'agit d'un plutino.

## Découverte
1995 QY9 a été découvert le 31 août 1995.